# Comuna Mircea, Radomîșl
Mircea (în ucraineană Мірчанська сільська рада) este o comună în raionul Radomîșl, regiunea Jîtomîr, Ucraina, formată din satele Medelivka și Mircea (reședința).

## Demografie
Componența lingvistică a comunei Mircea
     Ucraineană (98,52%)
     Rusă (1,19%)
     Alte limbi (0,3%)
Conform recensământului din 2001, majoritatea populației comunei Mircea era vorbitoare de ucraineană (98,52%), existând în minoritate și vorbitori de rusă (1,19%).